# Ахмедов, Али Джавад оглы
Ахмедов, Али Джавад оглы (азерб. Əhmədov Əli Cavad oğlu; род. 27 января 1953, Дара, Басаргечарский район) — азербайджанский государственный деятель. Заместитель премьер-министра Азербайджана, заместитель председателя — исполнительный секретарь партии «Новый Азербайджан». Депутат Национального собрания Азербайджана II, III, IV, VII созывов. Доктор философии, заведующий кафедрой социологии и политологии Бакинского государственного университета.

## Биография
Али Ахмедов родился 27 января 1953 года в селе Дара Басаркечарского района Армянской ССР. Окончил исторический факультет Московского государственного историко-архивного института.
Кандидат философских наук.
С 1975 года работал главным научным сотрудником Главного архивного управления при Совете Министров Азербайджанской ССР, затем директором центрального научного архива НАНА.
С 1980 года работал в Азербайджанском государственном университете лаборантом, преподавателем, старшим преподавателем, доцентом, заведующим кафедрой.
В 1997−1999 годах был заместителем начальника управления Администрации Президента Азербайджана.
Глава исполнительной власти Хатаинского района города Баку (8 сентября 1999 — 28 июня 2000).
В 1999 году на первом съезде партии «Новый Азербайджан» был избран исполнительным секретарем партии.
26 марта 2005 года избран заместителем председателя партии «Новый Азербайджан». 
Депутат Национального собрания Азербайджана II, III, IV созывов (5 ноября 2000 — 2013). 
Член комиссии по науке и образованию парламента II, III, IV созывов.  
Руководитель межпарламентской рабочей группы Азербайджан — Китай, член межпарламентских рабочих групп Азербайджан — Беларусь и Азербайджан — Италия парламента III, IV созывов. 
Заместитель премьер-министра Азербайджана (22 октября 2013 — 23 сентября 2024).
Являлся сопредседателем Межправительственной комиссии по экономическому и гуманитарному сотрудничеству между Азербайджаном и Кыргызстаном. Являлся сопредседателем Межправительственной комиссии по экономическому сотрудничеству между Азербайджаном и Беларусью.
В 2024 году на парламентских выборах в Азербайджане, которые состоялись 1 сентября, одержал победу во II Низаминском избирательном округе №25, и избран депутатом Национального собрания Азербайджана VII созыва.
Член политического совета и правления партии «Новый Азербайджан».
Автор 1 учебника, более 50 научных публикаций и статей.

## Награды
- Орден «Честь» (26 января 2023 года, за активное участие в общественно-политической жизни Азербайджанской Республики и плодотворную деятельность на государственной службе)[9].
- Орден «Слава» (21 января 2013 года, за активное участие в общественно-политической жизни Азербайджанской Республики)[10][11].
- Кавалерский крест ордена Заслуг перед Республикой Польша (2009, Польша)[12].